# Linus van Psamathe

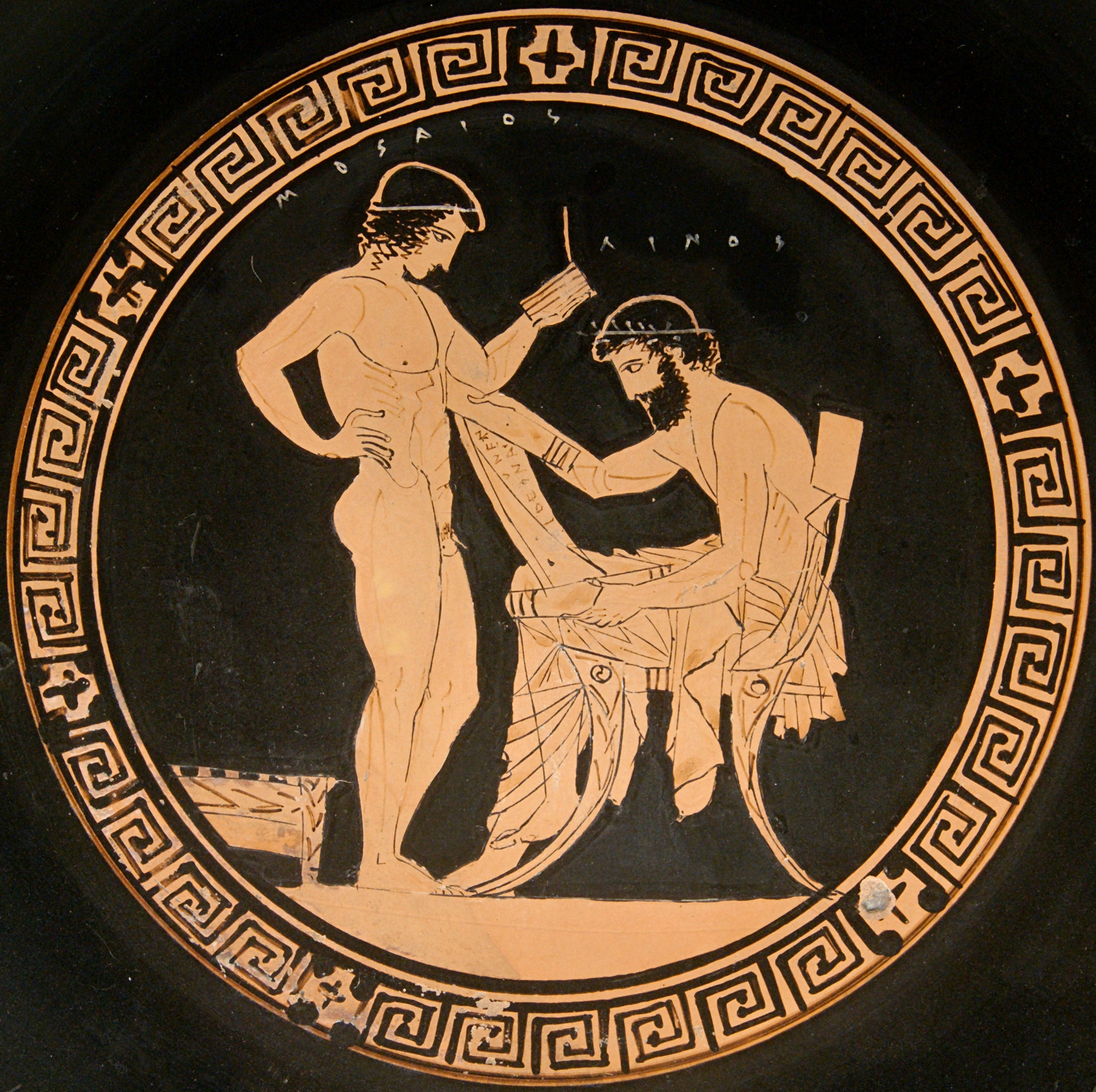
Medaillon van een kylix van Attisch keramiek in de roodfigurige stijl (440 - 435 v.Chr.): Musaeus met een schrijftabletje en zijn meester Linus met een papyrusrol (Louvre).

Linus (Oudgrieks: Λίνος, Línos) was een schone, vroeggestorven jongeling, een dergelijke personificatie als de Boeotische Narcissus, de Lacedaemonische Hyacinthus, Hylas in Bithynië, evenals deze een zinnebeeld van de in haar bloei een prooi van de dood geworden natuur. Waarschijnlijk betekende de naam, evenals Narcissus en Hyacinthus, een bloem, een soort narcis.

## Linoi
Men vierde met klaagliederen de vroege dood van de schone herdersknaap. Reeds Homerus noemt het linuslied (λίνος / línos), waarvan de meermaals bij de tragici voorkomende uitroep van smart (αἴλινον / aílinon) een weergalm is.

## Cultus in Argos

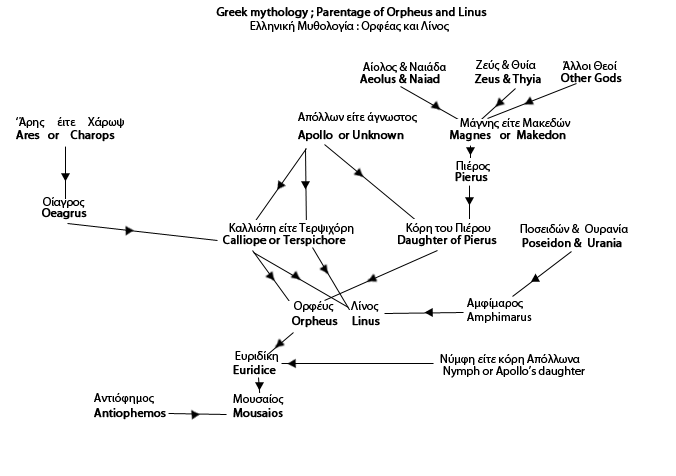
Afstamming van Linus.

Vooral in Argos is de oeroude feestviering van Linus in stand gebleven. Hier werd hij gehouden voor een zoon van Apollo en de koningsdochter Psamathe. Hij was door zijn moeder te vondeling gelegd, door een herder opgevoed en door honden verscheurd geworden. Psamathe die haar misstap aan haar vader had bekend, werd door hem ter dood veroordeeld, en toen nu de vertoornde Apollo tot straf Poene zond, om aan de moeders hun kinderen te ontroven, ontvingen de Argivers van het orakel ten antwoord, dat zo zij van die plaag wilden worden bevrijd, zij Psamathe en Linus moesten verzoenen. Daarom vierden zij jaarlijks ten tijde van de hondsdagen in de zogenaamde lammerenmaand (ἀρνεῖος / arneios) of de hondenslachting (κυνοφόντις / kynofóntis), door lammeren te offeren en honden dood te slaand. De vrouwen en meisjes daarentegen hielden een plechtige optocht en beweenden Linus.
Het hieraan ten grondslag liggende denkbeeld was het lijden van de kinder- en plantenwereld gedurende de brandende hitte van de hondsagen veroorzaakt door de hondster Sirius.

## Cultus elders
Te Thebe en haar omstreken vinden wij Linus in volwassen gedaante, als een zanger van de oude tijd, die met de dienst van de muzen in verbinding staat.
Op de berg van de muzen, de Helicon, had Linus, zoon van Amphimarus (of Apollo) en de muze Urania, een grot met zijn beeld, waar hem jaarlijks voor het offer aan de muzen een lijkoffer werd gebracht. Hij zou zich met Apollo in een wedstrijd hebben gewaagd en daarom door deze zijn gedood. Van een bekwaam zanger werd hij allengs een wijze en geleerde. Hij zou Hercules in het citherspel hebben onderwezen. Doch toen hij de onleerzame leerling eens bestrafte, werd hij door hem met de cither gedood. In het Alexandrijnse tijdvak maakte men hem ook tot een onzekere schrijver, evenals Orpheus, Musaeus en anderen, met welke hij in betrekking van bloedverwantschap werd gebracht.
Het graf van Linus was te Thebe, Argos en in Chalcis op Euboea.

## Referentie
- art. Linus, in F. Lübker - trad. ed. J.D. van Hoëvell, Classisch Woordenboek van Kunsten en Wetenschappen, Dordrecht, 1858, p. 545.